# Scillonte
Scillonte (grec ancien : Σκιλλοῦς / Skilloûs ; latin : Scillus ; grec moderne : Σκιλλουντία / Skillountía) était une cité antique de l'Élide, en Grèce. Ce sont les habitants de Scillonte qui ont construit le temple d' Hera d'Olympique.

## Histoire
Dans l'Antiquité, Scillonte était la ville principale de la Triphylie. Contrôlée par Élis au Ve siècle av. J.-C., elle forma une confédération avec les autres cités de Triphylie en 399 av. J.-C.
La cité possédait un temple d'Athéna et un temple d'Artémis. 
Xénophon y possédait un vaste domaine d'environ 20.000 hectares[réf. nécessaire] qu'il mit en valeur en s'inspirant des paradis, les domaines des rois de Perse. Il y passa plus de 20 ans, occupé à la rédaction de la plupart de ses ouvrages notamment l’Anabase. 
La localisation du site est discutée ; un temple situé près du village de Mázi a longtemps été considéré comme celui d'Athéna, mais il semble que la cité se serait plutôt élevée près du village actuel de Makrísia (en), Mázi étant identifié avec l'antique Makiston (en) depuis 1985. 
À l'époque moderne, elle a donné son nom à plusieurs circonscriptions administratives, et à deux villages : l'ancien Mázi, renommé Skilloundía en 1915 (20 habitants), et la localité de Néa Skilloundía (« Nouvelle-Scillonte », 522 habitants) apparue dans les années 1970.